# Rodovia Santos-Dumont
Pour les articles homonymes, voir Santos Dumont (homonymie).

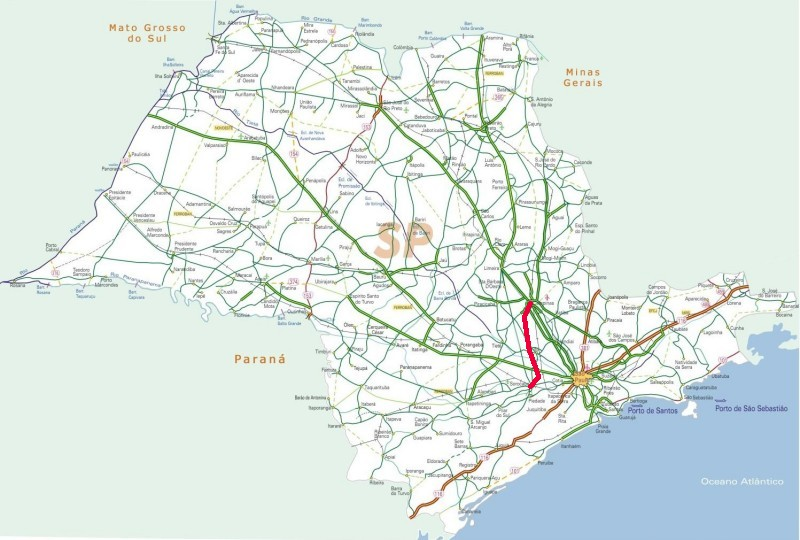
Carte de l'itinéraire de la Rodovia Santos Dumont (en rouge)

La Rodovia Santos Dumont est une autoroute brésilienne à 2x2  voies de circulation qui relie la ville de Campinas à l'Aéroport international de Viracopos/Campinas. 
L'Aéroport international de Viracopos/Campinas se trouve à 14 km de Campinas.
Elle fut nommée en l'honneur d'Alberto Santos-Dumont qui est considéré comme le père de l'aviation brésilienne et qui a fait ses études à Campinas.  Cette autoroute à péage est administrée par la société privée Colinas.
Cette autoroute fait partie d'un ensemble autoroutier (SP-075) allant de Campinas  à Sorocaba, à l'intérieur de l'État de São Paulo.